# اولندورف (مکلنبورگ-فورپومرن)
اولندورف (به آلمانی: Ollndorf) یک روستا در آلمان است که در نیندورف (مکلنبورگ-فورپومرن) واقع شده‌است.